# Dezső Nemes
Dezső Nemes (* 6. September 1908 in Lőcse, Komitat Zips; † 30. März 1985 in Budapest) war ein ungarischer Journalist, Politikwissenschaftler, Schriftsteller und Politikerin der Kommunistischen Partei KMP (Kommunisták Magyarországi Pártja), der Partei der Ungarischen Werktätigen MDP (Magyar Dolgozók Pártja) sowie schließlich der Ungarischen Sozialistischen Arbeiterpartei MSZMP (Magyar Szocialista Munkáspárt), der unter anderem von 1957 bis 1961 Chefredakteur der Tageszeitung Népszabadság und danach von 1961 bis 1965 ZK-Sekretär für Außenpolitik war. Auf dem VII. Parteikongress am 5. Dezember 1959 wurde er zum Mitglied des Politbüro des ZK der MSZMP gewählt und gehörte diesem obersten Führungsgremium der Ungarischen Sozialistischen Arbeiterpartei bis zum XII. Parteikongress am 27. März 1980 an.

## Leben

### Berufsausbildung, illegale Parteiarbeit und Zweiter Weltkrieg
Nemes, Sohn eines Zollbeamten, kam 1918 mit seiner Familie nach Budapest, und absolvierte zwischen 1922 und 1926 eine Berufsausbildung zum Polsterer bei dem Polster- und Innenarchitekturunternehmen Jenő Bakonyi. Nach Abschluss der Ausbildung wurde er 1926 Arbeiter in der Ziegelei Újpesti Téglagyárban und trat im September 1926 als 18-Jähriger der illegalen Kommunistischen Partei KMP (Kommunisták Magyarországi Pártja) bei. Im Jahr darauf wurde er 1927 Sekretär des Verbandes der Kommunistischen Jugendarbeiter KIMSZ (Kommunista Ifjúmunkások Magyarországi Szövetsége) und im August 1928 wegen illegaler kommunistischer Tätigkeit festgenommen und zu einer dreijährigen Freiheitsstrafe verurteilt.
Nach seiner Haftentlassung emigrierte Nemes 1933 in die Sowjetunion, wo er bis 1933 an der Internationalen Lenin-Schule studierte, der Ausbildungsstätte der Kommunistischen Internationale in Moskau. Nach seiner unerlaubten Rückkehr nach Ungarn wurde er im Juni 1933 Sekretär der KMP-Stadtleitung von Budapest sowie Mitglied des Zentralkomitees. Darüber hinaus unterrichtete er selbst als Dozent junger Parteikader. 1939 kehrte er nach Moskau zurück und arbeitete dort während des Zweiten Weltkrieges in einer Polstermöbelfabrik. Nach Abschluss des Schulabschlusses begann er ein Studium der Geschichtswissenschaften an der Lomonossow-Universität. 1941 nahm er eine Tätigkeit als Mitarbeiter der Komintern auf und arbeitete zwischen 1943 und 1945 als politischer Berater von Ungarn in Kriegsgefangenenlager. Als solcher wurde er im Frühjahr 1945 Redakteur von Igaz Szó, einer Zeitung für Kriegsgefangene.

### Chefredakteur vonNépszabadság, Politbüromitglied und ZK-Sekretär
Nach seiner erneuten Rückkehr nach Ungarn nach Kriegsende war Nemes von August 1945 bis Herbst 1948 zuerst Sekretär des Nationalrates der Gewerkschaften SZOT (Szakszervezetek Országos Tanácsa), ehe er 1949 Redakteur bei einer kommunistischen theoretischen Zeitschrift wurde. Im Februar 1950 wurde er Mitarbeiter des Ministeriums für Volksbildung, 1953 Direktor des Verlages Szikra Könyvkiadó und fungierte in der Zeit des Volksaufstandes zwischen September und Oktober 1956 als Direktor der Parteihochschule.
Nach dem Volksaufstand gehörte er zu den Unterstützern der von János Kádár gegründeten Ungarischen Sozialistischen Arbeiterpartei MSZMP (Magyar Szocialista Munkáspárt) und wurde im Januar 1957 als Nachfolger von Sándor Haraszti Chefredakteur von Népszabadság, der auflagenstärksten überregionalen Tageszeitung Ungarns, und übte diese Funktion bis zu seiner Ablösung durch Zoltán Komócsin im September 1961 aus.
Am 29. Juni 1957 wurde er Mitglied des ZK der MSZMP und gehörte diesem bis zu seinem Tod an. Darüber hinaus wurde er auch Kandidat des Politbüros des ZK, ehe er auf dem VII. Parteikongress am 5. Dezember 1959 zum Mitglied des Politbüro des ZK der MSZMP gewählt wurde und diesem obersten Führungsgremium der Ungarischen Sozialistischen Arbeiterpartei bis zum XII. Parteikongress am 27. März 1980 angehörte.
Nemes, der 1954 mit dem Kossuth-Preis ausgezeichnet wurde, wurde 1958 zum Mitglied der Ungarischen Akademie der Wissenschaften MTA (Magyar Tudományos Akadémia) gewählt.
Nach Beendigung seiner Tätigkeit als Chefredakteur von Népszabadság fungierte er von September 1961 bis Juni 1965 als ZK-Sekretär für Außenpolitik. Nach einer vorübergehenden Tätigkeit als Direktor des Instituts für Parteigeschichte der MSZMP von 1965 bis 1966, wurde er 1967 Leiter der Parteihochschule der MSZMP und war zuletzt von 1975 bis 1977 deren Rektor. Im Jahr 1975 erhielt er den Staatspreis (A Magyar Népköztársaság Állami Díja).
Im Anschluss war er von 1977 als Nachfolger von István Katona bis zu seiner Ablösung durch Péter Várkonyi 1980 erneut Chefredakteur von Népszabadság sowie zwischen 1980 und 1983 abermals Direktor des Instituts für Parteigeschichte der MSZMP.
1982 wurde er als auswärtiges Mitglied in die Akademie der Wissenschaften der UdSSR aufgenommen.

## Veröffentlichungen
In seinen zahlreichen Veröffentlichungen befasste sich Nemes mit historischen und politischen Themen wie der 1868 gegründeten Allgemeinen Arbeitervereinigung (Általános Munkásegylet), der Außenpolitik der Regierung von Ministerpräsident István Bethlen in den Jahren 1927 bis 1931, der Föderativen Ungarischen Sozialistischen Räterepublik und dessen Vorsitzenden Béla Kun. Zu seinen Veröffentlichungen gehören:
- Az Általános Munkásegylet története 1868–1873 (Budapest, 1952)
- Magyarország felszabadulása (Budapest, 1955)
- A népi Magyarország 15 éves fejlődése (Budapest, 1960, 1961)
- Az ellenforradalom története Magyarországon 1919–1921 (Budapest, 1962)
- A Bethlen-kormány külpolitikája 1927–1931-ben (Budapest, 1964)
- A lenini eszmék ereje (Budapest, 1970)
- A magyar munkásmozgalom történetéhez. Tények, viták, tanulságok (Budapest, 1974)
- Forradalmak és Tanácsköztársaság Magyarországon. 1918–1919 (Budapest, 1979)
- A biatorbágyi merénylet és ami mögötte van… (Budapest, 1981)
- Kun Béla politikai életútjáról (Budapest, 1985)